# 拉塞尔·莫克里奇
拉塞尔·莫克里奇（英語：Russell Mockridge，1928年7月18日—1958年9月13日），澳大利亚男子自行车运动员。他曾代表澳大利亚参加1948年和1952年夏季奥林匹克运动会自行车比赛，其中1952年奥运会获得二枚金牌。1958年，他在澳大利亚环吉普斯兰自行车赛中被公共汽车撞死，终年30岁。